# Trzęsiogon białobrzuchy
Trzęsiogon białobrzuchy (Cinclodes palliatus) – gatunek średniej wielkości ptaka z rodziny garncarzowatych (Furnariidae). Endemit Peru. Gatunek monotypowy, krytycznie zagrożony wyginięciem.

## Morfologia
Długość ciała około 24 cm. Upierzenie biało-rude. Jasnobrązowawoszara głowa i twarz z czarnym kantarkiem i ciemnymi pokrywami usznymi. Brązowawo-rudy grzbiet ciała. Czarniawe skrzydła z widocznym szerokim, białym pasem. Ogon czarniawy. Biały spód ciała. Ciemne nogi i dziób. 

## Występowanie i środowisko
Trzęsiogon białobrzuchy występuje w wysokich Andach w środkowo-zachodnim Peru (regiony Junín i Lima; dawniej także Huancavelica, ale podczas szczegółowych badań w terenie w 2009 ptaków w tym regionie nie stwierdzono). Spotykany od wysokości około 4430 m n.p.m. do linii śniegu na około 5000 m n.p.m. Gatunek ten ma bardzo specyficzne wymagania siedliskowe: zamieszkuje bogate w minerały, dobrze nawodnione torfowiska z roślinami poduszkowymi (np. z rodzaju Distichia), ze skalistymi wychodniami i kamienistymi zboczami w pobliżu, często poniżej lodowców.

## Zachowanie
Ptaki te są zwykle widywane w parach lub małych grupach po 3–4 osobniki, maksymalnie 6–7, rzadko do 12 osobników. Podczas żerowania sondują roślinność w poszukiwaniu robaków, małych żab i owadów.
Szczegóły dotyczące rozrodu nie są dobrze znane. Wiadomo, że gniazdo jest umieszczone w szczelinie lub pod skałami; gniazda znajdowano w listopadzie, a pisklęta w grudniu i styczniu.

## Status
W Czerwonej księdze gatunków zagrożonych IUCN trzęsiogon białobrzuchy od 2010 klasyfikowany jest jako gatunek krytycznie zagrożony (CR, Critically Endangered); wcześniej, od 2004 uznawany był za gatunek zagrożony (EN, Endangered), a od 1994 jako gatunek narażony (VU, Vulnerable). Populacja trzęsiogona białobrzuchego jest szacowana na około 50–249 dorosłych osobników. Szacuje się, że populacja systematycznie maleje z powodu zawężania się i zanikania jego naturalnego siedliska.